# Lijst van districten van Kazachstan
Op bestuurlijk niveau 3 zijn er in Kazachstan 160 districten (ауданы, aūdany) en 38 met district gelijkgestelde steden (қала әкімі, qala äkimi, afgekort Қ.Ә.) en 2 met oblast gelijkgestelde steden (қала, afgekort қ). De vijftien Kazachse stadsdistricten (zelfde benaming  ауданы, aūdany) zijn van niveau 6 en worden hieronder dus niet vermeld.
De namen zijn in het Kazachs, geromaniseerd volgens norm BGN/PCGN.

## Oblast Almaty
Alaköl (Алакөл) • Aqsū (Ақсу) • Balqash (Балқаш) • Engbekshiqazaq (Еңбекшіқазақ) • Eskeldi (Ескелді) • Ile (Іле) • Kerbulaq (Кербұлақ) • Köksū (Көксу) • Panfīlov (Панфилов) • Qapshaghay (Stad) (Қапшағай Қ.Ә.) • Qarasay (Қарасай) • Qaratal (Қаратал) • Rayymbek (Райымбек) • Sarqant (Сарқант) • Taldyqorghan (Stad) (Талдықорған Қ.Ә.) • Talghar (Талғар) • Tekeli (Stad) (Текелі Қ.Ә.) • Uyghyr (Ұйғыр) • Zhambyl (Жамбыл).

## Stad Almaty
Almaty (Stad) (Алматы қ.).

## Oblast Aqmola
Aqköl (Ақкөл) • Arshaly (Аршалы) • Astrakhan (Астрахан) • Atbasar (Атбасар) • Bulandy (Бұланды) • Būrabay (Бурабай) • Egindiköl (Егіндікөл) • Engbekshilder (Еңбекшілдер) • Ereymentaū (Ерейментау) • Esil (Есіл) • Kökshetaū (Stad) (Көкшетау Қ.Ә.) • Qorghalzhyn (Қорғалжын) • Sandyqtaū (Сандықтау) • Shortandy (Шортанды) • Stepnogor (Stad) (Степногор Қ.Ә.) • Tselīnograd (Целиноград) • Zerendi (Зеренді) • Zhaqsy (Жақсы) • Zharqayyng (Жарқайың).

## Oblast Aqtöbe
Algha (Алға) • Aqtöbe (Stad) (Ақтөбе Қ.Ә.) • Äyteke bī (Әйтеке би) • Bayghanīn (Байғанин) • Khromtaū (Хромтау) • Märtök (Мәртөк) • Mughalzhar (Мұғалжар) • Oyyl (Ойыл) • Qarghaly (Қарғалы) • Qobda (Қобда) • Shalqar (Шалқар) • Temir (Темір) • Yrghyz (Ырғыз).

## Oblast Atyraū
Atyraū (Stad) (Атырау Қ.Ә.) • Īnder (Индер) • Īsatay (Исатай) • Makhambet (Махамбет) • Maqat (Мақат) • Qurmanghazy (Құрманғазы) • Qyzylqogha (Қызылқоға) • Zhylyoy (Жылыой).

## Oblast Batys Qazaqstan
Aqzhayyq (Ақжайық) • Bökeyordasy (Бөкейордасы) • Börli (Бөрлі) • Kaztalovka (Казталовка) • Oral (Stad) (Орал Қ.Ә.) • Qaratöbe (Қаратөбе) • Shyngghyrlaū (Шыңғырлау) • Syrym (Сырым) • Tasqala (Тасқала) • Terekti (Теректі) • Zelenov (Зеленов) • Zhangaqala (Жаңақала) • Zhänibek (Жәнібек).

## Oblast Mangghystaū
Aqtaū (Stad) (Ақтау Қ.Ә.) • Beyneū (Бейнеу) • Mangghystaū (Маңғыстау) • Munayly (Мұнайлы) • Qaraqīyan (Қарақиян) • Tüpqaraghan (Түпқараған) • Zhangaözen (Stad) (Жаңаөзен Қ.Ә.).

## Stad Nur-Sultan
Nur-Sultan (Нұрсұлтан)

## Oblast Ongtüstik Qazaqstan
Arys (Stad) (Арыс Қ.Ә.) • Bäydibek (Бәйдібек) • Kentaū (Stad) (Кентау Қ.Ә.) • Maqtaaral (Мақтаарал) • Ordabasy (Ордабасы) • Otyrar (Отырар) • Qazyghurt (Қазығұрт) • Saryaghash (Сарыағаш) • Sayram (Сайрам) • Shardara (Шардара) • Shymkent (Stad) (Шымкент Қ.Ә.) • Sozaq (Созақ) • Töle bī (Төле би) • Tülkibas (Түлкібас) • Türkistan (Stad) (Түркістан Қ.Ә.).

## Oblast Pavlodar
Aqsū (Stad) (Ақсу Қ.Ә.) • Aqtoghay (Ақтоғай) • Bayanaūyl (Баянауыл) • Ekibastuz (Stad) (Екібастұз Қ.Ә.) • Ertis (Ертіс) • Kachīry (Качиры) • Lebyazhi (Лебяжі) • May (Май) • Pavlodar (Павлодар) • Pavlodar (Stad) (Павлодар Қ.Ә.) • Sharbaqty (Шарбақты) • Ūspen (Успен) • Zhelezīn (Железин).

## Oblast Qaraghandy
Abay (Абай) • Aqtoghay (Ақтоғай) • Balqash (stad) • Buqar zhyraū (Бұқар жырау) • Nura (Нұра) • Osakarov (Осакаров) • Prīozer (Stad) (Приозер Қ.Ә.) • Qaraghandy (Stad) • Qarazhal (Stad) (Қаражал Қ.Ә.) • Qarqaraly (Қарқаралы) • Saran (Stad) • Sätbaev (Stad) • Shakhtīnsk (Stad) (Шахтинск Қ.Ә.) • Shet (Шет) • Temirtaū (Stad) • Ulytaū (Ұлытау) • Zhangaarqa (Жаңаарқа) • Zhezqazghan (Stad).

## Oblast Qostanay
Altynsarīn (Алтынсарин) • Amangeldi (Амангелді) • Arqalyq (Stad) (Арқалық Қ.Ә.) • Äūlīeköl (Әулиекөл) • Denīsov (Денисов) • Fedorov (Федоров) • Līsakov (Stad) (Лисаков Қ.Ә.) • Mengdiqara (Меңдіқара) • Naūryzym (Наурызым) • Qamysty (Қамысты) • Qarabalyq (Қарабалық) • Qarasū (Қарасу) • Qostanay (Қостанай) • Qostanay (Stad) (Қостанай Қ.Ә.) • Rūdnyy (Stad) (Рудный Қ.Ә.) • Saryköl (Сарыкөл) • Taran (Таран) • Uzynköl (Ұзынкөл) • Zhangedīn (Жангедин) • Zhitiqara (Жітіқара).

## Oblast Qyzylorda
Aral (Арал) • Bayqongyr (Stad) (Байқоңыр Қ.Ә.) • Qarmaqshy (Қармақшы) • Qazaly (Қазалы) • Qyzylorda (Stad) (Қызылорда Қ.Ә.) • Shīeli (Шиелі) • Syrdarīya (Сырдария) • Zhalaghash (Жалағаш) • Zhangaqorghan (Жаңақорған).

## Oblast Shyghys Qazaqstan
Abay (Абай) • Ayagöz (Аягөз) • Ayagöz (Stad) (Аягөз Қ.Ә.) • Besqaraghay (Бесқарағай) • Glūbokoe (Глубокое) • Kökpekti (Көкпекті) • Kūrchatov (Stad) (Курчатов Қ.Ә.) • Kürshim (Күршім) • Öskemen (Stad) (Өскемен Қ.Ә.) • Qatonqaraghay (Қатонқарағай) • Rīdder (Stad) (Риддер Қ.Ә.) • Semey (Stad) (Семей Қ.Ә.) • Shemonaīkha (Шемонаиха) • Tarbaghatay (Тарбағатай) • Ulan (Ұлан) • Ürzhar (Үржар) • Zaysan (Зайсан) • Zharma (Жарма) • Zyryan (Зырян).

## Oblast Soltüstik Qazaqstan
Aqqayyng (Аққайың) • Aqzhar (Ақжар) • Ayyrtaū (Айыртау) • Esil (Есіл) • Ghabīt Müsirepov at. (Ғабит Мүсірепов ат.) • Maghzhan Zhumabaev (Мағжан Жұмабаев) • Mamlyut (Мамлют) • Petropavl (Stad) (Петропавл Қ.Ә.) • Qyzylzhar (Қызылжар) • Shal aqyn (Шал ақын) • Tayynsha (Тайынша) • Tīmīryazev (Тимирязев) • Ūälīkhanov (Уәлиханов) • Zhambyl (Жамбыл).

## Oblast Zhambyl
Bayzaq (Байзақ) • Merke (Мерке) • Moyynqum (Мойынқұм) • Qorday (Қордай) • Sarysū (Сарысу) • Shū (Шу) • Talas (Талас) • Taraz (Stad) (Тараз Қ.Ә.) • Turar Rysqulov (Тұрар Рысқұлов) • Zhambyl (Жамбыл) • Zhūaly (Жуалы).